# Las Salas de Gardon
Las Salas de Gardon (en francès Les Salles-du-Gardon) és un municipi francès situat al departament del Gard i a la regió d'Occitània.